# Matěj Janda Čechtický
Matěj Janda Čechtický nebo Matěj Janda z Čechtic (1590 – 9. října 1632) byl český novoutrakvistický kněz a spisovatel 17. století. Před bitvou na Bílé hoře kázal v pražském kostele u sv. Michala (dle Ottova slovníku naučného), dle Jungmannovy Historie literatury české v kostele sv. Klimenta nad Tůněmi na Novém Městě pražském. Po vypovězení nekatolického kněžstva odešel do Budyšína, pak do Drážďan a nakonec do Pirny. V roce 1631 se na chvíli vrátil do českých zemí s vojskem Jana Jiřího z Arnimu, avšak po roce musel znovu uprchnout do ciziny. Sepsal a vydal několik latinsky psaných nábožensko-filozofických spisů, nejznámějším z nich je Victoria ecclesiae triumphantis (Církve vítězitele přerozkošný způsob; 1617). Ten vyšel roku 1617 ještě v Praze, další jeho spisy již vyšly v zahraničí: Angelus pestilentialis (Posel Boží; 1626); Ultimum vale (1639) a Ara pietatis.